# باث (شبكة اجتماعية)
باث هو موقع شبكات اجتماعية- يقدم خدمة مشاركة الصور والرسائل وهو خدمة للأجهزة المحمولة، بدأت في تشرين الثاني/نوفمبر 2010. الخدمة تهدف إلى أن تكون مكاناً حيث يمكن للمستخدمين فيه مشاركة الصور والأحداث مع العائلة والأصدقاء المقربين إليهم.
مورين ديف، وهو الشريك المؤسس والمدير التنفيذي، ويقول: «رؤيتنا الأساسية طويلة الأجل هي بناء شبكة ذات جودة عالية جداً وفيها يشعر الناس بالراحة ويستخدمونها في أي وقت».
الشركة بدأت مع iPhone التطبيق، وموقع على شبكة الإنترنت، وإصدار تطبيق للالروبوت في وقت لاحق (تطبيق بلاك بيري متوقع قريبا). الشركة تتنافس مع غيرها من الشبكات الاجتماعية مثل إينستاجرام وبيكبلز.
مقرها في سان فرانسيسكو، كاليفورنيا، تأسست الشركة من قبل «شون فاننج» والمدير لتنفيذي السابق لفيس بوك مورين ديف. ووشملت الجولة الأولى لمسار التمويل 2.5 مليون دولار رون كونواي، مؤشر فنتشرز، ورأس المال الجولة الأولى، أشتون كوتشر، كيفن روز، مارك بينيوف، كريس كيلي، وغيرهم.

## الخدمة
يقوم المستخدمون بتحديث بياناتهم وحالتهم و ذلك عن طريق نشر الصور، إضافة العلامات للأشخاص والأماكن والأشياء. يحدد البرنامج لكل مستخدم500 من «الأصدقاء» بهدف تشجيع المستخدمين على الاتصال مع أصدقائهم الحقيقين، و تقول الشركة أن هذا القرار مستوحى من أبحاث علم النفس لروبن دنبار الذي اقترح بأن الناس لديهم حد أقصى لعدد عملي من لاتصالات الاجتماعية. يركز مورين على وجه التحديد على رقم من أرقام روبن دنبار-و هوعدد الأشخاص الذي يعرفهم الفرد ويثق بهم، مثل المجموعة التي سترغب بدعوتهم إلى حفلة عيد ميلاد. وهذا العدد  يتراوح بين 40 و60. وتهدف خاصية التحديد بالأضافة الي خاصية تحكم المستخدم بكيفية نشر كل مشاركة، إلى تشجيع زيادة تقاسم المعلومات الشخصية من خلال ابقائها خاصة في دائرة الشخص الداخلية من التواصل الاجتماعي. وكان الموقع  مُعد ليكون مصاحبا  للفيس بوك ولبرامج شبكات اجتماعية أخرى.
وتقترح جهات الاتصال من بين أشخاص في دفتر العناوين الإلكترونية للمستخدم، وكذلك الأشخاص الذين يتصل بهم المستخدم بالبريد الإلكتروني. المستخدم حاليا قادرعلى نشر الصور إلى أي مستخدم آخر للنظام بدون تأكيد من المتلقي للصور، والمتلقي غير قادر على حذف المستخدم من قائمة الأصدقاء.

## التاريخ
قامت شركة إنجل المستثمرة بتأمين التمويل لموقع مسار في نوفمبر 2010 بعد ذلك قامت الشركة برفع رأس المال الاستثماري  إلى 8,5 دولار لكل من شركة كلينر بيركنز كوفيلد وبايرز  وشركة انديكس فينتشرز بالإضافة إلى الشركة اليابانية ديجيتال قراج.
 
  زادت ميزات هذا الموقع في نوفمبر 2011 ومع بداية ديسمبر 2011 ارتفع عدد الأعضاء من 30.000  إلى أكثر من 300.000 في أقل من شهر.
تعرضت الشركة لانتقادات على نطاق واسع في فبراير 2012 وكان ذلك بسبب مخاوف من القدرة على الوصول وتخزين قائمة اتصال العضو المشترك بدون علمه أو إذنه. لذلك اعتذر الرئيس التنفيذي في مقال له في الموقع واوضح أنه تم تغيير ذلك. ولكن في مارس 2012 تلقت الشركة  طلبا من هنري واكسمان من (ولاية كاليفورنيا) وبترفيلد (شمال كارولينا)  بالإضافة إلى 33  مبرمجي تطبيقات آخرون بالحصول على معلومات وتفاصيل البيانات التي يجمعونها من الأعضاء وكيفية استخدامها.

## وصلات خارجية
- الموقع الرسمي